# Scoot (telefoniedienst)
Scoot was een Nederlandse telefoniedienst die bellers hielp om een bedrijf, winkel of instantie te vinden. De dienst kon gratis gebeld worden via telefoonnummer 0800-7007 (Nederland) of 0800-17007 (België) en later via 1313, en was dag en nacht bereikbaar. De beller kon allerhande vragen stellen aan de telefonist waarop deze een antwoord zocht voor de beller. Scoot maakte hierbij gebruik van bedrijfsgegevens uit de database van de Kamer van Koophandel, maar had ook advertentiecontracten met bedrijven en instellingen: zij kregen voorrang in de zoekresultaten.
In 1997 kreeg de dienst een evenknie op internet via www.scoot.nl
Eenzelfde concept werd in Engeland geëxploiteerd onder de naam FreePages.
De activiteiten in België werden in 2002 overgenomen door Kapitol, de Belgische uitgeverij van Infobel-producten en gespecialiseerd in de ontwikkeling van elektronische telefoongidsen van particulieren en bedrijven in Europa. Hierbij werd de dienstverlening aanvankelijk beperkt tot internet, maar in 2005 kwam de telefonische dienst weer terug via het telefoonnummer 1313, de telefonische inlichtingendienst van het Belgische bedrijf European Directory Assistance (EDA).